# Sneeuwbal (sneeuw)

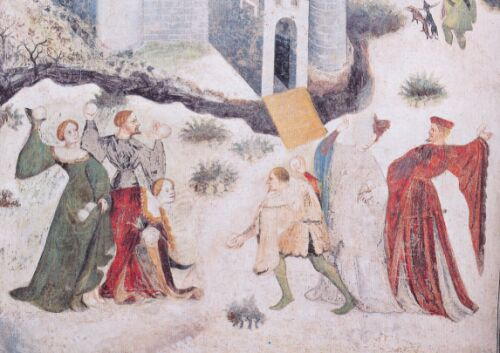
Een sneeuwballengevecht op een schilderij uit circa 1400

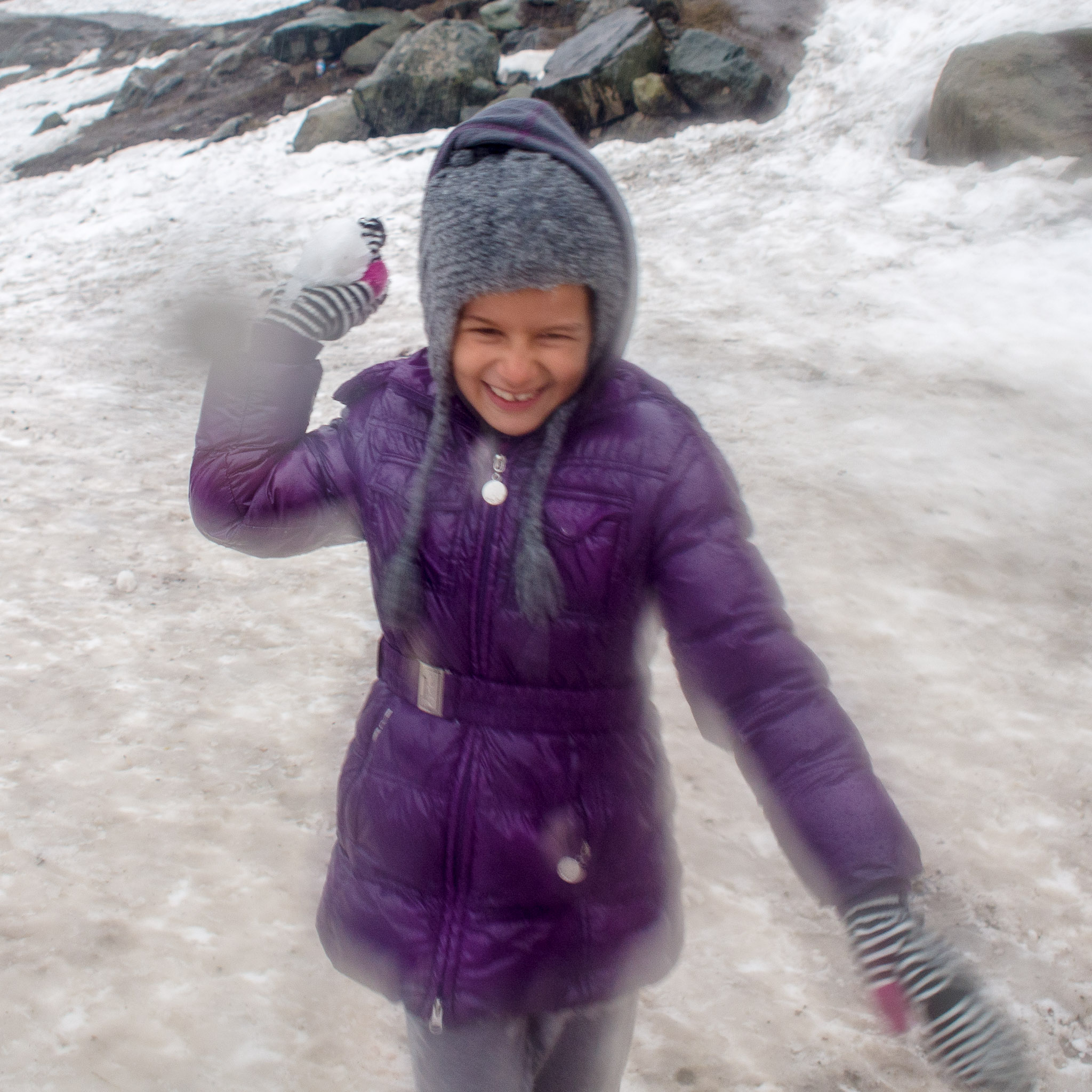
Indiaas meisje gooit lachend een sneeuwbal (2014)

Een sneeuwbal is een bal gemaakt van sneeuw. Dit gaat het best met sneeuw die bij temperaturen rond het vriespunt valt. Sneeuw die bij lagere temperaturen valt is vaak te "droog" en poederachtig.
Het maken van sneeuwballen wordt voornamelijk door kinderen gedaan (en valt dan onder het kinderspel). De "bedoeling" is dat men elkaar met de ballen bekogelt. Als het raak is en de bal op de getroffene uit elkaar spat, geeft dat over het algemeen hilariteit.
Als er meerdere personen met het sneeuwballen gooien meedoen wordt het wel een sneeuwballengevecht genoemd. Het wordt als bijzonder gemeen ervaren als gegooid wordt met ballen die zo hard in elkaar worden gedrukt dat er een "ijsbal" ontstaat. Wanneer een flinke harde kern in de sneeuwbal zit, kan dit zelfs tot lichamelijk letsel en schade aan eigendommen leiden.
De sneeuwbal kan, door deze door de sneeuw te rollen, een steeds grotere omvang krijgen. Van dit soort ballen worden sneeuwpoppen gemaakt.

## Inzepen
Een losse sneeuwbal in de hand wordt gebruikt om iemand "in te zepen" ofwel "in te peperen". Hierbij wordt het gezicht van het slachtoffer (soms hardhandig) met de sneeuw "gewassen".

## Afgeleide begrippen
- Sneeuwbalmethode: Een methode voor het verzamelen van informatie voor scripties, boeken, proefschriften etc. De auteur gebruikt de voetnoten en bibliografie van het te raadplegen werk om zo aan meer bronnen te komen